# Classe São Gabriel
A Classe São Gabriel foi uma classe de cruzadores protegidos ao serviço da Marinha Portuguesa. Os dois navios da classe, o São Gabriel e o São Rafael, eram conhecidos por os Anjos.
Os nomes destes cruzadores derivam de naus (São Gabriel e São Rafael) que participaram na Descoberta do caminho marítimo para a Índia em 1497.
Os navios foram encomendados aos estaleiros franceses de Le Havre no âmbito do programa de reequipamento da Marinha Portuguesa, da transição do século XIX para o século XX. Os navios eram do tipo cruzador protegido de 3.ª classe. Foram os primeiros navios portugueses a terem instalado um sistema de comunicações TSF.

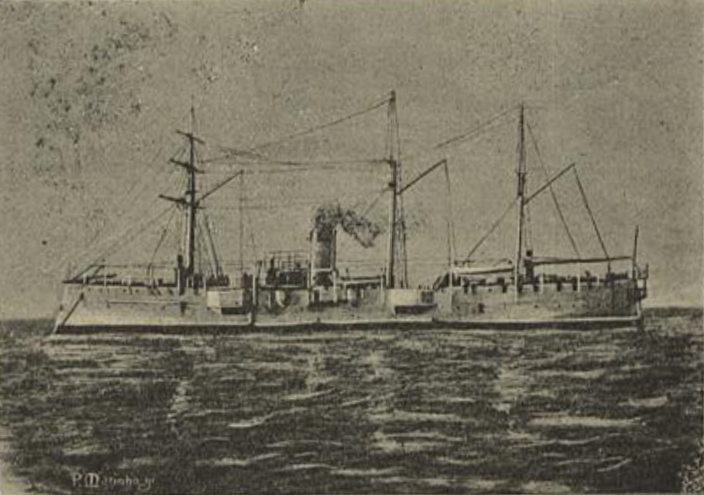
Cruzador São Gabriel in O Occidente (1900)

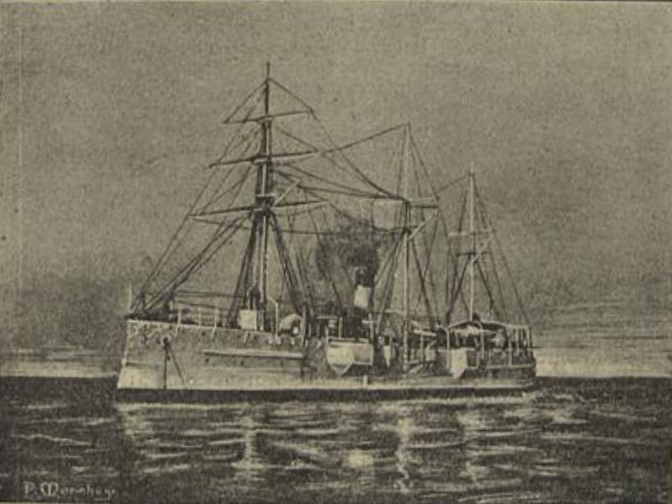
Cruzador São Rafael in O Occidente (1900)

Entre os anos de 1909 e 1910, o São Gabriel tornou-se o primeiro navio moderno português a efetuar uma viagem de circum-navegação. Uma das escalas dessa circum-navegação são as ilhas do Havaí, onde a tripulação tem uma magnífica recepção por parte da grande comunidade Portuguesa aí residente.
O São Rafael é parte ativa no golpe militar de 4 e 5 de outubro de 1910 que implantou o regime republicano em Portugal, derrubando a Monarquia Constitucional. Durante o golpe, o São Rafael bombardeou o Terreiro do Paço e o Palácio das Necessidades onde se encontrava o Rei D. Manuel II.
O São Rafael foi perdido por acidente, depois de encalhar na foz do rio Ave, em 21 de outubro de 1911. O São Gabriel manteve-se em serviço até 1924.

## Navios
| Nome        | Estaleiro        | Comissão  | Estado                |
| ----------- | ---------------- | --------- | --------------------- |
| São Gabriel | Augustin Normand | 1898-1924 | Abatido ao serviço    |
| São Rafael  | Augustin Normand | 1898-1911 | Afundado por acidente |